# Джим Джонстън
Джим Алън Джонстън е американски композитор, който работи в WWE от 1985 г. насам. Главна ролята на Джонстън в WWE е предоставяне на саундтрака за WWE, в допълнение към предоставяне на музикално съдържание за голяма продукция на WWE на видео игри и съдържания на уебсайт. Джонстън постига слава за производство на много от запомнящите се песни за суперзвездите на WWE – Гробаря, Скалата, и Ледения Стив Остин, както и стотици други суперзвезди, повечето от които издават и албуми чрез iTunes.

## Филмография
Джонстън е композирал музиката на Legendary, всички от които са произведени от WWE Studios.